# مونتي كولومبو
مونتي كولومبو (بالإيطالية: Monte Colombo)‏ هي بلدية في مقاطعة ريميني في إقليم إميليا رومانيا في إيطاليا.

## السكان
في سنة 1861 بلغ عدد السكان 2٬127 نسمة، وتطور العدد ليصل في سنة 2011 لـ 3٬355 نسمة.
يظهر هذا المخطط البياني تطور النمو السكاني لـ مونتي كولومبو